# المدافعين
المدافعين هو فيلم بطل خارق روسي من إخراج سارك أندريسيان وبطولة سيباستيان سيساك، أنطون بامباشني، سانجار مادي وألينا لانينا، صدر الفيلم في 23 فبراير 2017.

## نبذة
خلال الحرب الباردة، تنظيم يُدعى (الوطني) يؤلف فريق من الأبطال الخارقين، والذي يشتمل على أفراد من جمهوريات الاتحاد السوفيتي المختلفة.يضطر الأبطال الخارقون لإخفاء هويّاتهم وقدراتهم على مدار سنوات عِدة، لكن في الأوقات العصيبة لا بد وأن يكشفوا عن أنفسهم من جديد.

## روابط خارجية
- المدافعين على موقع IMDb (الإنجليزية)
- المدافعين على موقع روتن توميتوز (الإنجليزية)
- المدافعين على موقع قاعدة بيانات الأفلام العربية
- المدافعين على موقع ألو سيني (الفرنسية)
- المدافعين على موقع أول موفي (الإنجليزية)
- المدافعين على موقع فيلمافينيتي (الإسبانية)
- المدافعين على موقع قاعدة بيانات الفيلم (الإنجليزية)
- المدافعين على موقع ليتربوكسد (الإنجليزية)
- المدافعين على موقع كينوبويسك (الروسية)